# Max Oscheit
Max Oscheit (* 22. März 1880 in Berlin; † 10. Februar 1923 ebenda) war ein deutscher Komponist und Violinist.

## Leben
Er wohnte sein ganzes Leben in Berlin und spielte nach seiner Ausbildung in verschiedenen Unterhaltungsorchestern. Zudem schrieb er zahlreiche Werke der Unterhaltungsmusik für verschiedene Besetzungen. International bekannt wurden insbesondere seine Stücke Im Zigeunerlager und Picador-Marsch.

## Werke

### Orchester oder Blasorchester (alphabetisch)
- Alaska-Fox-Trot, op. 267 (1919)
- Annemarie-Marsch mit dem gleichnamigen Liede von Victor Hollaender, op. 217 (1915)
- Banditen-Marsch
- Beduinen-Marsch
- Biwakstreiche
- Bravour-Marsch, op. 315 (1922)
- Bummelmarsch
- Carmen-Marsch, op. 80
- Drum Schtick für Schlagzeug und Blasorchester
- Elsa, Gavotte, op. 50
- Fakir-Marsch, op. 259
- Fest im Sattel
- Frohsinnsmarsch unter Verwendung eines Motives von Conrad Schulken (1909)
- Germanenmarsch, Gavotte, op. 214 (1929)
- Haremsliebe, Walzer, op. 258 (1929)
- Helgoland-Marsch nach Motiven der Operette: Die verbotene Braut (1911)
- Husaren-Attacke, Marsch, op. 231 (1919)
- Ich hatt' dich so lieb, langsamer Walzer, für Solotrompete und Blasorchester
- Im Gardeschritt, Marsch, op. 83
- Im grünen Wald, dort wo die Drossel singt für vierstimmigen Männerchor
- Im Zigeunerlager, Marsch, op. 40 (1904)
- Jonny, Shimmy-Intermezzo, op. 314 (1922)
- Liebesmärchen, Valse boston, op. 277 (1920)
- Meine Sonne, Paraphrase über "O Sole mio" von Eduardo Di Capua (1909)
- Manöverleben
- Masuren-Marsch
- Minerva-Marsch, op. 10
- Mit Leyer und Schwert, Marsch, op. 301 (1924)
- Nachtvögel, Polka
- Nußknacker-Parade
- Olympia, Ouvertüre
- Osmanen-Marsch
- Picador-Marsch, op. 172 (1912)
- Puppen-Parade, Charakterstück, op. 226
- Reitermarsch und Jumbo
- Ruhmesklänge, Marsch
- Raja, Intermezzo, op. 156
- Siegesflaggen
- Sonja, für Mandolinenorchester, op. 264
- Spielmanns Abschied
- Toto-Marsch
- Unser deutscher Rhein, Marsch (1922)
- Unter dem Freiheitsbanner, Marsch, op. 262
- Wüstenzug, Intermezzo, op. 218 (1919)

### Lieder mit Klavier
- Ich hatt' dich so lieb Lied mit Klavierbegleitung, op. 270
- Heut' um dreiviertel acht hab' ich ein Rendezvous, Lied
- Ich kann es nicht vergessen, op. 35, Text von Heinrich Heine aus "Nachgelesene Gedichte 1812-1827", no. 43
- Was sich neckt, das liebt sich,

### Klavier
- Am Goldfischteich
- Aus des Nachbars Haus
- Bei dem Waldessaum im Wiesenhang
- Der erste Flieder
- Die Mühle von Sanssouci
- Dolchtanz
- Ein Küßchen in Ehren Liebeslied zum Mitsingen
- Friede auf Erden, op. 174
- Gauklerspiele
- Gnomen-Tanz, op. 86 (1922)
- Haremsliebe
- Harlekin
- Ja, Man lebt nur einmal!
- Liebelei
- Liebesmärchen
- Mit Leyer und Schwert, Marsch
- Nußknacker-Parade, (vierhändig)
- Olympia, ouverture
- Paraphrase über zwei Rosenlieder von Philipp zu Eulenburg, op. 209 Bote & Bock, Berlin (1913)
- Polens Erwachen, Fantasie über polnische Lieder, op. 228 Berlin (1916)
- Rita
- Schiras
- Siegesflaggen
- Sonja, op. 264
- Zigeunerlist